# Eric Dupont
Eric Dupont (* 6. Dezember 1973) ist ein französischer Filmproduzent.

## Leben
Dupont arbeitete zunächst bei der Talentagentur Hamilton Hodell in London. Von 2000 bis 2005 war er Leiter der Entwicklungsabteilung der Pariser Filmproduktionsgesellschaft Fildebroc. Mit Michelle de Broca arbeitete er in der Zeit unter anderem an Filmen von Rolf de Heer (The Old Man Who Read Love Stories, 2001), Srđan Vuletić (Golden Valley Sarajewo, 2003) und Dominique Deruddere (Pour le plaisir, 2004). Im Jahr 2006 gründete Dupont seine eigene Filmproduktionsfirma Incognito Films, die 2015 unter anderem Basil Khalils Kurzfilmkomödie Ave Maria produzierte. Dupont wurde mit Khalil für Ave Maria 2016 für einen Oscar in der Kategorie Bester Kurzfilm nominiert.

## Auszeichnungen
- 2016: Oscarnominierung, Bester Kurzfilm, für Ave Maria